# Amblyptila
Amblyptila is een geslacht van vlinders uit de familie mineermotten (Gracillariidae).
Het geslacht  omvat volgende soorten:
- Amblyptila cynanchi Vári, 1961
- Amblyptila strophanthina Vári, 1961